# Ligne d'Ensisheim à Habsheim
La ligne d'Ensisheim à Habsheim est une ancienne ligne de chemin de fer française du Haut-Rhin. Elle reliait les gares d'Ensisheim et de Habsheim. La ligne est aujourd'hui déclassée et déposée.

## Historique
La ligne d'Ensisheim à Habsheim  est mise en service le 21 août 1916 pour des besoins militaires. Elle permettait de relier la gare d'Ensisheim, située sur la ligne de Colmar-Sud à Bollwiller, à la gare de Habsheim, située sur la ligne Strasbourg - Bâle. Elle croisait la ligne de Mulhouse-Ville à Chalampé entre les gares d'Île-Napoléon et de Grunhutte.
Elle est fermée à la fin de la Première Guerre mondiale, en 1918.